# 食料・農業・農村基本法
食料・農業・農村基本法（しょくりょう・のうぎょう・のうそんきほんほう、平成11年7月16日法律第106号）は、国土や環境の保護など、生産以外で農業や農村の持つ役割を高めること、食料自給率を高めることなどに関する法律である。
農政の憲法とも呼ばれる。

## 概要
食料・農業・農村基本法の制定に伴い廃止された農業基本法（1961年制定、旧基本法）は、農家と非農家の所得格差の是正が目的であり、農業者のための法律であったと言える。一方で食料・農業・農村基本法（新基本法）では、「国民生活の安定向上及び国民経済の健全な発展を図ること」（第1条）が目的とされており、農業生産者のみでなく国民全体のための法律へと転換がなされた。
農業の役割を「食料の安定供給の確保」（第2条）と「多面的機能の発揮」（第3条）としており、この2つの役割を実現するために「農業の持続的な発展」（第4条）と「農村の振興」（第5条）を図るものとしている。この2つの役割については、WTOの農業協定の前文でうたわれている非貿易的関心事項であり、削減が求められる農業保護には当たらないものとなる。そのため新基本法の理念には、WTOの農業交渉に備えるための意図が込められていると言える。
「食料、農業及び農村をめぐる情勢の変化を勘案し、並びに食料、農業及び農村に関する施策の効果に関する評価を踏まえ、おおむね5年ごとに、基本計画を変更するものとする」(第15条第7項)とあり、政府は「食料・農業・農村基本計画」を定めることとなっている。旧基本法では、1961年の制定後38年間にわたって本質的な改正がなく、現実の農政は基本法に則したかたちではほとんど行われてこなかった。そうしたことの反省もあり、新基本法ではおおむね5年ごとに基本計画を策定することで、農政の基本方針の見直しを図ることとなった。

## 構成
- 第一章　総則（第1条―第16条）
- 第二章　基本的施策
  - 第一節　食料・農業・農村基本計画（第17条）
  - 第二節　食料安全保障の確保に関する施策（第18条―第25条）
  - 第三節　農業の持続的な発展に関する施策（第26条―第42条）
  - 第四節　農村の振興に関する施策（第43条―第49条）
- 第三章　行政機関及び団体（第50条・第51条）
- 第四章　食料・農業・農村政策審議会（第52条―第56条）
- 附則

## 沿革
GATTのウルグアイ・ラウンドでは、農産物貿易の自由化（非関税障壁の撤廃）と農業保護の削減（増産を促す市場歪曲的な補助金の削減）を目標とした交渉が進められていた。この農業交渉の流れを受けて各加盟国は農業政策からの転換に迫られており、EUとアメリカは従来の政策から直接支払い制度へと切り替えを行った。こうした中で日本では農林水産省から1992年に「新しい食料・農業・農村政策の方向」（新政策）が打ちだされた。この「新政策」では、これまではやや軽視されていた食料消費や需給に関する「食料政策」と国土や環境の保全に関する「農村地域政策」を、従来の農業者を主眼とした産業振興的な農政の政策対象に加えていくことが掲げられた。また「新政策」の具体化については、農政審議会が政策的な提示を行い、1994年の答申「新たな国際環境に対応した農政の展開方向」では農業基本法の見直しが明記された。そして1997年に「食料・農業・農村基本問題調査会」が設置され、内閣総理大臣橋本龍太郎から基本法の見直しを含める農政全般の改革が諮問されたことにより新基本法の制定が本格化した。
- 1992年6月 - 「新しい食料・農業・農村政策の方向」（新政策）が公表
- 1994年8月 - 「新たな国際環境に対応した農政の展開方向」が農政審議会から答申
- 1994年10月 - 「ウルグアイ・ラウンド農業合意関連対策大綱」
- 1995年9月 - 「農業基本法に関する研究会」を設置
- 1995年11月 - 主要食糧の需給及び価格の安定に関する法律施行
- 1996年9月 - 「農業基本法に関する研究会報告」が取りまとめられる
- 1997年4月 - 「食料・農業・農村基本問題調査会」を設置し、橋本首相が基本法制定を含む農政の改革を諮問
- 1998年9月 - 「食料・農業・農村基本問題調査会」が最終答申を首相へ提出
- 1998年12月 - 「農政改革大綱」「農政改革プログラム」が省議決定
- 1999年7月 - 「食料・農業・農村基本法」施行
- 2000年3月 - 「食料・農業・農村基本計画」発表
- 2024年6月 - 5月に初の本格的な改正を行い、6月施行。基本理念に食料安全保障を追加し、これを定義した。

## 基本計画
「食料・農業・農村基本計画」（通称：基本計画）を政府はおおむね5年ごとに定めることになっており、これまでに2000年、2005年、2010年、2015年と4回制定されている。基本計画を定める際には、食料・農業・農村政策審議会の意見を聴くことが求められる（第15条5項）。以下の4つの事項について定めることとなっている（第15条2項）。
- 食料、農業及び農村に関する施策についての基本的な方針
- 食料自給率の目標
- 食料、農業及び農村に関し、政府が総合的かつ計画的に講ずべき施策
- その他の必要事項

|                 | 総合食料自給率目標 | 総合食料自給率目標 | 品目別自給率目標  | 品目別自給率目標 | 品目別自給率目標 | 農地面積等の見通し | 農地面積等の見通し | 農地面積等の見通し |
| カロリー ベース | 生産額 ベース      | 飼料自給率         | 主食用 穀物自給率 | 穀物自給率       | 農地面積         | 延べ 作付面積      | 耕地利用率         |                    |
| --------------- | ------------------ | ------------------ | ----------------- | ---------------- | ---------------- | ------------------ | ------------------ | ------------------ |
| 2000年基本計画  | 45%                | 74%                | 35%               | 62%              | 30%              | 470万ha            | 495万ha            | 105%               |
| 2005年基本計画  | 45%                | 76%                | 35%               | 63%              | 30%              | 450万ha            | 471万ha            | 105%               |
| 2010年基本計画  | 50%                | 70%                | 38%               | -                | -                | 461万ha            | 495万ha            | 108%               |
| 2015年基本計画  | 45%                | 73%                | 40%               | -                | -                | 440万ha            | 443万ha            | 101%               |
| 2020年基本計画  | 45%                | 75%                | 34%               | -                | -                | 414万ha            | 431万ha            | 104%               |

### 2000年基本計画
2000年（平成12年）3月24日閣議決定。はじめてとなる食料自給率の目標数値決めに多くの時間と労力が割かれた。議論の結果、50%以上を目指すのが適当だが、計画実施期間内の実現可能性を考慮して45%に決まった。

### 2005年基本計画
2005年（平成17年）3月25日閣議決定。これまでなされてきた幅広い農業者を一律的に対象とする施策体系を見直し、「担い手」を明確化した上で農業経営に関する各種施策を集中的・重点的に実施することが示された。また品目横断的政策への転換も押しだされ、同年10月に公表された「経営所得安定対策大綱」でその枠組みが具体化している。この大綱では、1：水田・畑作経営所得安定対策（品目横断的経営安定対策）、2：米政策改革推進対策、3：農地・水・環境保全向上対策の3つが政策改革の柱とされた。2006年には農業の担い手に対する経営安定のための交付金の交付に関する法律（担い手経営安定新法）が成立し、2007年から品目横断的経営安定対策が本格的に実施された。しかし、支援対象を原則として認定農業者は4ha以上（北海道は10ha以上）、集落営農は20ha以上と限定していたため、野党からは「小規模や兼業農家の切り捨てだ」と批判の声が上がった。

### 2010年基本計画
2010年（平成22年）3月30日閣議決定。民主党への政権交代がなされた影響を受け、食料自給率目標は50%（カロリーベース）へと引き上げられ、民主党がマニフェストで掲げていた戸別所得補償制度と6次産業化が政策の柱となった。2005年基本計画では、「担い手」へ施策を集中的・重点的に実施するとされていたが、2010年基本計画では、兼業農家や小規模経営を含んだ「意欲あるすべての農業者」を支援対象とする方針転換がなされた。

### 2015年基本計画
2015年（平成27年）3月31日閣議決定。再び自民党・公明党に政権が戻り、食料自給率目標は2010年基本計画の検証結果を踏まえてカロリーベースで45%、生産額ベースで73%と変更された。今回の基本計画の目玉としては、農林水産業が有する食料の潜在能力を評価する「食料自給力指標」を、新しい指標として導入していくことが盛り込まれている。

### 2020年基本計画
2020年（令和2年）3月31日閣議決定。食料自給率目標は、カロリーベースでは2015年基本計画と同じ45%に据え置かれたが、生産額ベースでは75%に引き上げられた（2015年基本計画では73%）。また、飼料が国産か輸入かを問わない「食料国産率」を新たな指標として導入し、カロリーベースでの目標を53%に引き上げる目標を立てた（2018年度：46%）。そのほか、農林水産物・食品の輸出額を2030年に5兆円とする目標も盛り込まれた。